# Olga Wormser
Pour les articles homonymes, voir Wormser.
Olga Wormser ou Wormser-Migot, à l'origine Olga Jungelson, née le 6 juillet 1912 à Nancy et morte le 3 août 2002 à Fontenay-en-Parisis, est une historienne française, spécialiste de l'histoire de la déportation pendant la Seconde Guerre mondiale.

## Biographie

### Famille
Les parents russes juifs d'Olga Jungelson, Arcadi Jungelson, agronome révolutionnaire, et Véra Halfin, avocate menchévik, fuient séparément la Russie tsariste, après l'échec de la révolution russe de 1905, et se retrouvent auprès de Lénine en Suisse puis s'installent en Lorraine.
Elle est la sœur d'Hélène Parmelin. 
Elle épouse Henri Wormser, puis André Migot et a été proche du Parti communiste français.

### Formation
Olga Wormser fait des études d'histoire et entre dans l'enseignement. Révoquée par Vichy, elle rejoint l'enseignement catholique[réf. nécessaire], mais reste liée au marxisme[réf. nécessaire].

### Carrière d'historienne
En 1944, Olga Wormser est désignée par le Ministère des Prisonniers, Déportés et Réfugiés pour diriger une enquête sur les camps de concentration ce qui l'amène en Allemagne en 1945. Elle est une des premières personnalités en France à étudier le système concentrationnaire nazi, son principal thème d'étude par la suite. Sa thèse est d'ailleurs consacrée à ce sujet et sera publiée aux PUF en 1968. Cependant, elle contient des erreurs historiographiques qui sont aujourd'hui questionnées. Par exemple, Olga Wormser affirme que, contrairement aux témoignages des déportés, il n'y aurait pas eu de chambres à gaz dans les camps de Mauthausen et de Ravensbrück, ni à l'intérieur des frontières du Reich. Elle remet en cause l'assassinat par gazage à l'intérieur des frontières de l'Allemagne. La Fondation pour la mémoire de la déportation a consacré sa revue En jeu. Histoire et mémoires vivantes no 2, déc. 2013 à cette question. C'est aussi la publication de cet ouvrage qui pousse Pierre Serge Choumoff, ancien déporté de Mauthausen, à rassembler toutes les informations et documents nécessaires pour produire un ouvrage intitulé Les Chambres à gaz de Mauthausen. Il sera publié par l'Amicale des déportés de Mauthausen en 1972.
Parallèlement, Olga Wormser-Migot s'intéresse à l'histoire de l'Europe au XVIIIe siècle, écrivant durant les années 1950 plusieurs biographies relatives à cette période.
Membre du Comité d'histoire de la Seconde Guerre mondiale aux côtés d'Henri Michel, elle est conseillère historique du film d'Alain Resnais Nuit et brouillard (1956). 
En 1971, elle est chef du département des Études documentaires à l'Institut pédagogique national.

## Publications

### Divers
- Les Femmes dans l'histoire, Paris, 1952
- Attrait de Delacroix, Paris, La Farandole, 1963
- Aperçus sur l'enseignement dans le monde, Casterman, 1982 (collectif : avec Louis Legrand, etc.)

### LeXVIIIesiècle
- Amours et intrigues du maréchal de Richelieu, Club français du livre, 1955
- Catherine de Russie, Club français du livre, 1956
- Frédéric II, Club français du livre, 1958
- Marie-Thérèse impératrice, Club français du livre, 1960

### La déportation
- (avec Henri Michel) Tragédie de la déportation, 1940-1945 : Témoignages de survivants des camps de concentration allemands, Paris, Hachette, 1954, 512 p. prix Général Muteau de l'Académie française en 1955
- La Déportation, "Textes & Documents" n° 17, Lyon, Institut Pédagogique National, 1964, 36 p.
- Quand les Alliés ouvrirent les portes, Paris, Robert Laffont, 1965
- Le système concentrationnaire nazi (1933-1945), thèse de doctorat de l'université de Paris (1968), Paris, PUF, 1968
- Essai sur les sources de l'histoire concentrationnaire nazie (1933-1945), thèse complémentaire (1968), dactylographiée
- L'Ère des camps, Paris, UGE, coll. « 10/18 », 1973
- Le Retour des déportés - Quand les Alliés ouvrirent les portes, Bruxelles, Complexe, 1985 (édition revue et augmentée de l'ouvrage de 1965)

### La Résistance
- La Résistance, Paris, Éditions du Burin, coll. « L'humanité en marche[4] », 1971 [suivie de : Annie Guéhenno, L'Épreuve ; préface de Daniel Mayer]